# Loxoconchidea dolgoiensis
Loxoconchidea dolgoiensis är en kräftdjursart som beskrevs av Brouwers 1993. Loxoconchidea dolgoiensis ingår i släktet Loxoconchidea och familjen Loxoconchidae. Inga underarter finns listade i Catalogue of Life.